# Max Sauerlandt
Max Sauerlandt (ur. 6 lutego 1880 w Berlinie, zm. 1 stycznia 1934 w Hamburgu) – niemiecki historyk sztuki i kolekcjoner.
W latach 1919–1933 dyrektor muzeum sztuki i rzemiosła w Hamburgu. Autor monografii na temat niemieckiej rzeźby średniowiecznej (Deutsche Plastik des Mittelalters, wyd. 1909). Odsunięty przez nazistów od pełnionych funkcji.